# Bloodsport (DC Comics)
Pour les articles homonymes, voir Bloodsport (homonymie).
Robert DuBois alias Bloodsport est un personnage de fiction de l'éditeur DC Comics, créé par John Byrne en 1987. En 2021, il rejoint l'Univers cinématographique DC dans le film The Suicide Squad, incarné par Idris Elba.

## Biographie
Apparu pour la première fois dans Superman #4 en 1987, le personnage a été créé par John Byrne et a été l’un des premiers nouveaux personnages créés pour faire face à la version post-Crisis on Infinite Earths de Superman. Bloodsport utilise des armes de haute technologie, y compris parfois des balles en Kryptonite, et a la capacité de les téléporter entre ses mains depuis un endroit éloigné. Dans les bandes dessinées, DuBois a été remplacé par Alex Trent, un suprémaciste blanc qui s’est approprié le nom de Bloodsport pendant que DuBois était en prison.

## Apparitions dans d'autres médias

### Cinéma
Univers cinématographique DC

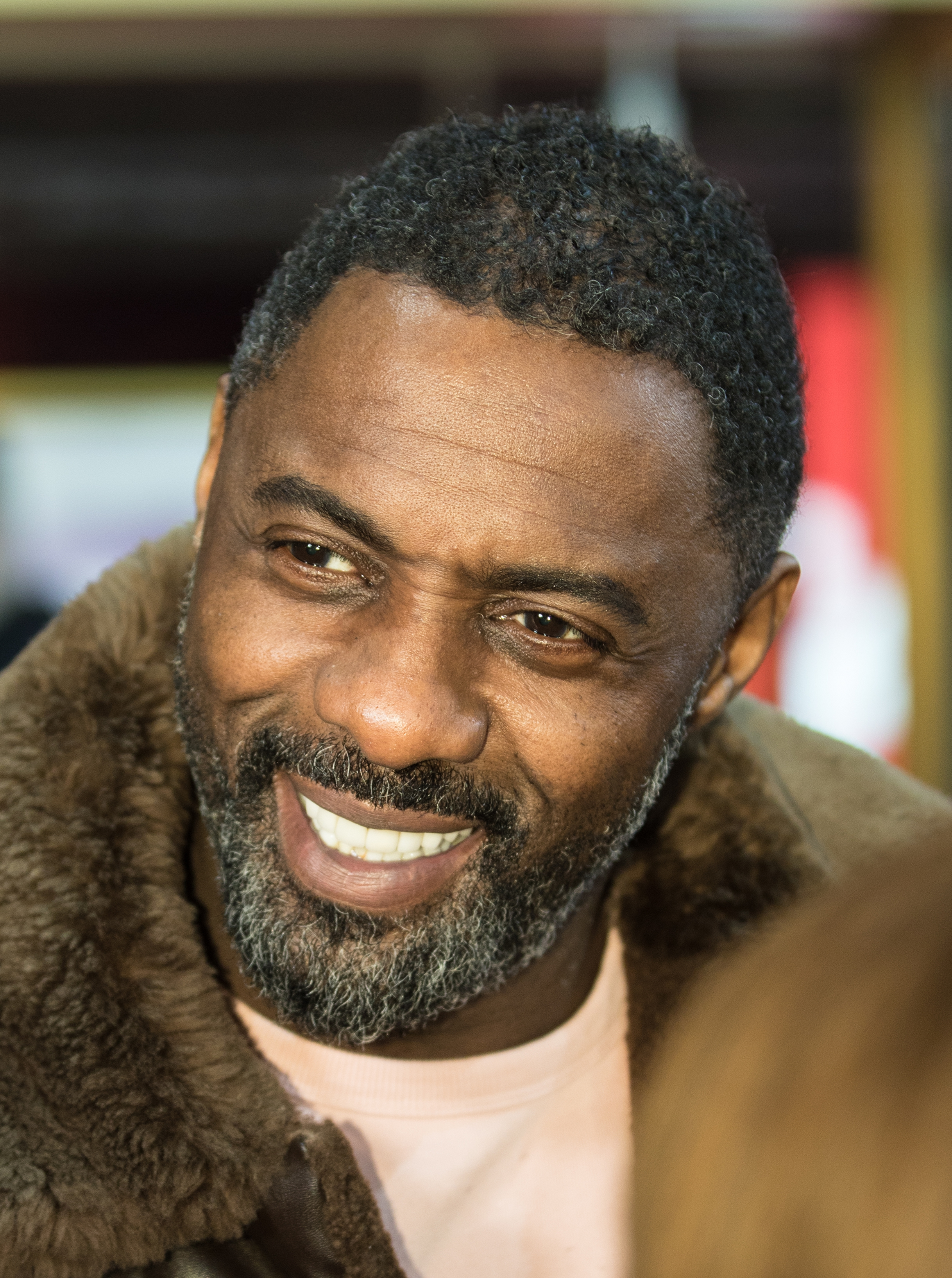
Idris Elba est l'interprète de Bloodsport dans The Suicide Squad.

- 2021 : The Suicide Squad de James Gunn interprété par Idris Elba[2]